# Valeriana ajanensis
Valeriana ajanensis är en kaprifolväxtart. Valeriana ajanensis ingår i släktet vänderötter, och familjen kaprifolväxter.

## Underarter
Arten delas in i följande underarter:
- V. a. ajanensis
- V. a. fasciculata